# Caspian herceg
A Caspian herceg (Prince Caspian) C. S. Lewis regénysorozatának, a Narnia krónikáinak negyedik kötete. 1951-ben jelent meg. A könyvben megismerjük a négy testvér, Peter, Susan, Edmund és Lucy történetének folytatását Narnia világában. Magyarul először a Szent István Társulatnál jelent meg a regény, K. Nagy Erzsébet fordításában, 1989-ben, majd Liszkay Szilvia fordításában az M&C Kiadónál, 2006-ban.

## Cselekmény
|  | Alább a cselekmény részletei következnek! |

Az oroszlán, a boszorkány és a ruhásszekrény történései után egy évvel, a négy testvér (Peter, Susan, Edmund és Lucy) egy vasútállomáson áll. Iskolába készülnek. Azonban egy varázslat folytán egy új világba jutnak. Nem tudják melyikbe, bár sejtik, hogy visszatértek Narniába. Megpróbálják felfedezni a helyet, s egy ősi vár romjait találják meg. Nagyon hasonlít a rom az ő régi várukra, Cair Paravelre, de úgy néz ki, hog ez a rom már évszázadok óta lakatlanul áll. Azonban több jel is arra mutat, hogy a hely nem más, mint Cair Paravel. Végül megtalálják a kincseskamrát, ami bebizonyítja nekik, hogy ez Narnia világa…
Másnap reggel látnak egy csónakot a tengeren, s látják, ahogy két páncélos alak egy törpét akar bedobni a tengerbe. A testvérek megakadályozzák a büntetést, a katonák pedig elmenekülnek. A törpét Trumpkinnak hívták. Trumpkin rájön, hogy vele szemben Narnia nagy királyai állnak. Elmondja nekik, hogy a távozásuk óta több mint ezer év telt el, s azalatt az idő alatt történt néhány dolog.
A Narniától nyugatra fekvő Telmar nép megtámadta, és leigázta Narnia birodalmát. A varázslényeket bujdosásra kényszerítették, sokukat megölték, s létezésüket titkolták. Azonban nem sokkal a Peterék érkezése előtt, a varázslények fellázadtak az emberek ellen. A telmarinok vezetője Miraz király volt, aki jogtalanul ül a trónon, míg a lázadóké Caspian herceg, aki a trón jogos örököse lenne. Caspian sokáig nem tudott Narnia régi világáról, de a dajkájának, és a tanítójának köszönhetően megértette a dolgokat. Azonban mikor Miraz meg akarta öletni, elmenekült, s felkereste a ősnarniaiakat. Először rátalált Gombavadász, a borz és két törpe, Nikabrik és Trumpkin, s az ő segítségükkel együtt megtalálta az ősnarniaiakat. Narnia régi világának lakói (a beszélő állatok, a törpék, az óriások, a kentaurok és más varázslatos lények) elfogadták Caspiant királyuknak, s harcba kezdtek a telmarinokkal. A kezdeti sikertelenség után, Caspian elkeseredettségében megfújta Susan királynő legendás kürtjét, sútnak indított két vitézt, a segítség felkeresésére. Az egyik Trumpkin volt, akit útja során elfogtak, majd később a testvérek kiszabadítottak.
Miután a törpe elmondta Caspian történetét, mindannyian útra keltek. Először a tengeren eveztek, majd az erdőben indultak tovább. Nem mindig találták a helyes utat, de végül eljutottak a Szittyó folyóig. Ott Lucy meglátta a fák között Aslant, a Mindenség urát. Mivel a többiek nem láttak, így nem hittek neki (kivéve Edmundot, aki tanult korábbi hibáiból), s a rossz utat választották. Ennek következményeképp sokáig mentek feleslegesen, s még egy csapat telmarinba is belefutottak. A következő éjjelen Lucyt Aslan szólította, s elmondta neki, hogy valóban ott volt a fák között, de most a kis csapatnak tovább kell indulnia. Miután a kislány nagy nehezen felébresztette a többieket, elindultak. Az út során, ahogy hitük növekedett Aslanban, úgy kezdték látni Őt.
Megérkeztek Aslan dombjához, ahol Caspian és csapata állomásozott. A dombtól nem messze kettéváltak. Lucy és Susan maradt Aslannal, míg Trumpkin, Edmund és Peter ment segíteni a lázadóknak. A lányok találkoztak néhány vidám istenséggel, nimfával, így Aslannal együtt vigasságba fogtak. Mikor a fiúk odaértek Caspianhoz, a vezető akkor tanácskozott, ezért csak hallgatóztak. Nikabrik, a törpe és két barátja úgy gondolta, hogy életre kellene kelteniük a Fehér Boszorkányt, s ő segítene nekik. Bele is kezdtek a szertartásba, de Peterék még időben megérkeztek, és megakadályoztak a szörnyű tettet. Végül közösen rájöttek, hogy a telmarinok ellen nincs esélyük, így az időt kell húzniuk, amíg Aslan segít nekik. Így úgy döntöttek, hogy Peter kihívja Miraz királyt egy élet-halál párbajra.
A trónbitorló elfogadta a kihívást, s ők ketten elkezdek harcolni. Egy alkalommal mikor Miraz elesett, Peter hátrébb lépett, hogy Miraz fel tudjon állni. Azonban ezalatt a telmarinok két parancsnoka, akik Miraz hatalmára vágytak, belépett a ringbe, s "Árulás!"-t kiabálva odament a királyához, s leszúrta. Peter rájött a cselre, s csapatait harcba rendelte. Kitört az ütközet. Caspianék fölényben voltak, mivel Aslan megjelenésére az erdő az ő oldalukra állt, s harcba bocsátkozott. Az ellenséget a folyóhoz szorították, ahol azonban Aslan már korábban ledöntötte a hidat. Ezalatt Aslanék, miután véget ért a vigasság, a közeli Beruna városába indultak. Ott a bűnösöket megbüntették, s az ártatlanokat, a hívőket megjutalmazták. Ezután a folyó közelébe mentek, ahol ettek, s megpihentek. Ekkor értek oda a telmarinok, és a lázadók…
Néhány nap alatt az egész birodalom megtudta a hírt, hogy a telmarin hatalom elbukott, s új narniai király van, Caspian herceg személyében. A telmarinokról Aslan elmondta, hogy valójában nem Telmarból származnak, hanem Peterék világából, ahol az őseik kalózok voltak. Valamint, aki vissza akar menni a bőséges földre, azt visszaküldi. A négy testvér is rájött, hogy sajnos nekik is vissza kell menniük. Aslan még korábban elmondta neki, hogy Peter és Susan már nem térhet vissza Narniába, mivel túl idősek hozzá, de két fiatalabb testvér, Lucy és Edmund még vissza fog térni. Így a telmarinokkal maguk mögött, a négy testvér visszament a Földre…
|  | Itt a vége a cselekmény részletezésének! |

## Szereplők

### Főszereplők
- Peter Pevensie
- Susan Pevensie
- Edmund Pevensie
- Lucy Pevensie
- X. Caspian
- Aslan
- Trumpkin
- Miraz király

### Mellékszereplők
- Cornelius, Caspian tanítója
- Nikabrik
- Gombavadász, a borz
- Hős Cincz Vitéz, a kardforgató egér

## Magyarul
- Caspian herceg; ford. K. Nagy Erzsébet; Szt. István Társulat, Bp., 1988
- Caspian herceg; ford. Liszkay Szilvia; M&C Kft., Bp., 2006 (Narnia krónikái)